# Ладислав Женишек
Ладислав Женишек (7. март 1904. — 14. мај 1985.) био је чешки фудбалски дефанзивац, а касније фудбалски тренер. За Чехословачку је одиграо 22 утакмице.
Био је учесник Светског првенства у фудбалу 1934, где је Чехословачка освојила сребрну медаљу.
У својој земљи је највише играо за Викторију Жижков и Славију из Прага.
Као фудбалски тренер, тренирао је неколико тимова, укључујући Викторију Жижков, као и репрезентацију Чехословачке.